# Валентин Христов (политик)
Валентин Венциславов Христов е български политик и лекар от ГЕРБ, от 2023 г. е кмет на община Плевен.

## Биография
Роден е на 24 ноември 1974 г. в град Плевен, Народна република България. Завършва СОУ „Анастасия Димитрова“ в родния си град. През 2000 г. завършва висше образование в Медицинския университет в Плевен, където придобива специалност по обществено здраве и здравен мениджмънт. През 2014 г. става специалист кардиолог, сертифициран в направление ехокардиография.
През 2001 г. започва работа като лекар-ординатор в МБАЛ – Кнежа. От 2005 до 2007 г. работи като лекар-асистент в УМБАЛ „Д-р Г. Странски“ – Плевен. През 2007 г. става част от екипа на Специализираната кардиологична болница в Плевен.

### Политическа дейност
На местните избори през 2023 г. е кандидат за кмет от ГЕРБ на община Плевен. На проведения първи тур получава 8288 гласа (или 19,44%) и се явява на балотаж с тогавашния кмет Георг Спартански от Инициативен комитет, който получава 7833 гласа (или 18,38%). На провелия се втори тур е избран за кмет, като получава 21824 гласа (или 63,62%).